# Хоуп, Боб
Боб Хо́уп (англ. Bob Hope, настоящее имя — Ле́сли Та́унз Хо́уп (англ. Leslie Townes Hope); 29 мая 1903, Элтэм, Лондон, Англия, Британская империя — 27 июля 2003, Толука-Лейк, Лос-Анджелес, Калифорния, США) — американский комик, актёр театра и кино, теле- и радиоведущий, который 19 раз (с 1939 по 1977 годы) вёл церемонию вручения премий «Оскар» — чаще, чем кто-либо в истории.
Пятикратный лауреат премии «Оскар» (четыре — почётные, одна — Награда имени Джина Хершолта), двукратный лауреат премий «Золотой глобус» и «Эмми», а также премии Гильдии киноактёров США.

## Биография
Родился в Лондоне. В 1908 году родители Хоупа переехали в США. В 12-летнем возрасте он уже работал в варьете. В возрасте 18 лет начал работать в театре «Бэнбокс» в Кливленде, затем переехал в Нью-Йорк, где играл во многих знаменитых мюзиклах. Впервые удачно снялся в кино в 1938 году. В то же время начал работать в качестве ведущего на радио. Французский киновед Жорж Садуль в своей «Всеобщей истории кино» характеризовал его амплуа в период Второй мировой войны следующим образом:
Он был гротескным Дугласом Фербенксом и вышучивал (безобидно) фильмы ужасов, картины, построенные на экзотике, корсарские ленты, вестерны, фильмы плаща и шпаги. Повсюду от Занзибара до Рио-де-Жанейро, от Сингапура до Марокко он появлялся со своей физиономией клоуна, с глазами, похожими на шары от лото, с остротами коммивояжера, с неизменной вульгарностью. В этом жанре его собратом был такой же вульгарный Ред Скелтон. Американская комическая школа, столь блиставшая ещё до 1935 года, скатилась к бесцветному шутовству.
На телевидении начал работать в 50-е годы XX века и в 60-е годы стал одним из самых популярных телевизионных ведущих страны. Кроме того, сыграл роли в более чем 80-ти кинофильмах.
В 1966 году купил у наследников актёра Рэя Корригана так называемое «ранчо для съёмок» под названием «Корриганвилл», которое переименовал в Хоуптаун и переоборудовал под трассу для мотогонок. В середине 1970-х годов ранчо было почти полностью уничтожено пожаром, а в конце того же десятилетия второй пожар уничтожил оставшиеся сооружения. В 1988 году у Хоупа эту землю выкупил город Сими-Валли, который переоборудовал территорию в общественный парк под первоначальным названием «Корриганвилл».
В ходе своей карьеры неоднократно выступал перед американскими военнослужащими в районах военных конфликтов (Корея, Вьетнам, Саудовская Аравия), за что получил звание Почетного ветерана вооруженных сил США и Награду имени Джина Хершолта. Всего же за свою жизнь он получил около 1000 различных наград. Был женат дважды, причем первый брак, заключённый в 1933 году, быстро распался. В 1934 году женился второй раз.
Скончался 27 июля 2003 года, спустя два месяца после своего столетнего юбилея. Вторая жена Боба Хоупа певица и филантроп Долорес Хоуп 27 мая 2009 года тоже перешагнула столетний рубеж, прожив затем ещё два года.

## Избранная фильмография
- 1938 — Школа свинга — Бад Брэди
- 1939 — Кот и Канарейка — Уолл Кэмпбелл
- 1939 — Никогда не отчаивайся — Джон Кидли
- 1940 — Дорога в Сингапур — Эйс Ленниган
- 1940 — Охотники за привидениями — Ларри Лоуренс
- 1941 — Дорога в Занзибар — Хуберт Фрейзер
- 1942 — Дорога в Марокко — Орвилл
- 1947 — Моя любимая брюнетка — Ронни Джексон